# Errol Flynn
Errol Leslie Thomson Flynn (20 tháng 06 1909 - 14 tháng 10 1959) là một diễn viên điện ảnh người Úc, nổi tiếng nhất với các vai giang hồ lãng tử trong các phim Hollywood và lối sống khoa trương của mình. Ông được nhập quốc tịch Mỹ vào năm 1942.

## Thời niên thiếu
Errol Flynn sinh ngày 20/06/1909 tại Hobart, Tasmania, Úc. Cha ông là Theodore Thomson Flynn, một nhà diễn thuyết và sau này trở thành giáo sư ngành sinh học ở trường đại học Tasmania. Flynn chào đời tại bệnh viện Queen Alexandra ở Battery Point. Mẹ ông tên thật là Lily Mary Young nhưng về sau bà đã rút ngắn lại là Lily Mary sau khi kết hôn và đổi tên lại là Marelle. Flynn mô tả gia đình của mẹ mình bằng cụm từ" truyền thống thủy thủ" và ông coi điều đó như một cách chứng minh cho lòng say mê biển cả và những con tàu của minh. Nhưng thực tế đã chứng minh ông không hề có gốc gác là dân sông nước. Cha mẹ ông kết hôn tại Sydney vào ngày 23/01/1909. Cả hai đều là dân địa phương ở Ireland và có nguồn gốc từ Scotland.
Sau khi kết thúc việc học ở Hobart, Flynn theo học tại trường tư thục Tây Nam London và năm 1926 chuyển tới Úc để theo học ở trường Sydney Church of England Grammar(hay còn gọi là trường Shore). Tại nơi đây ông học cùng lớp với thủ tướng tương lai của Úc là John Gorton. Flynn bị đuổi học khỏi trường vì tội ăn cắp, ông đến làm cho một công ty vận tải biển ở Sydney rồi bị sa thải vì thiếu trung thực. Năm 18 tuổi, ông đến Papua New Guinea để làm công việc trồng cây thuốc lá và khai thác mỏ và trải qua 5 năm trời di chuyển qua lại giữa Papua New Guinea và Úc.